# Budowo (stacja kolejowa)
Budowo – zlikwidowana stacja kolejowa w Budowie, w województwie pomorskim, w Polsce. Stacja znajdowała się przy nieczynnej obecnie linii kolejowej ze Słupska do Budowa.